# Велика Россия, а отступать некуда — позади Москва!

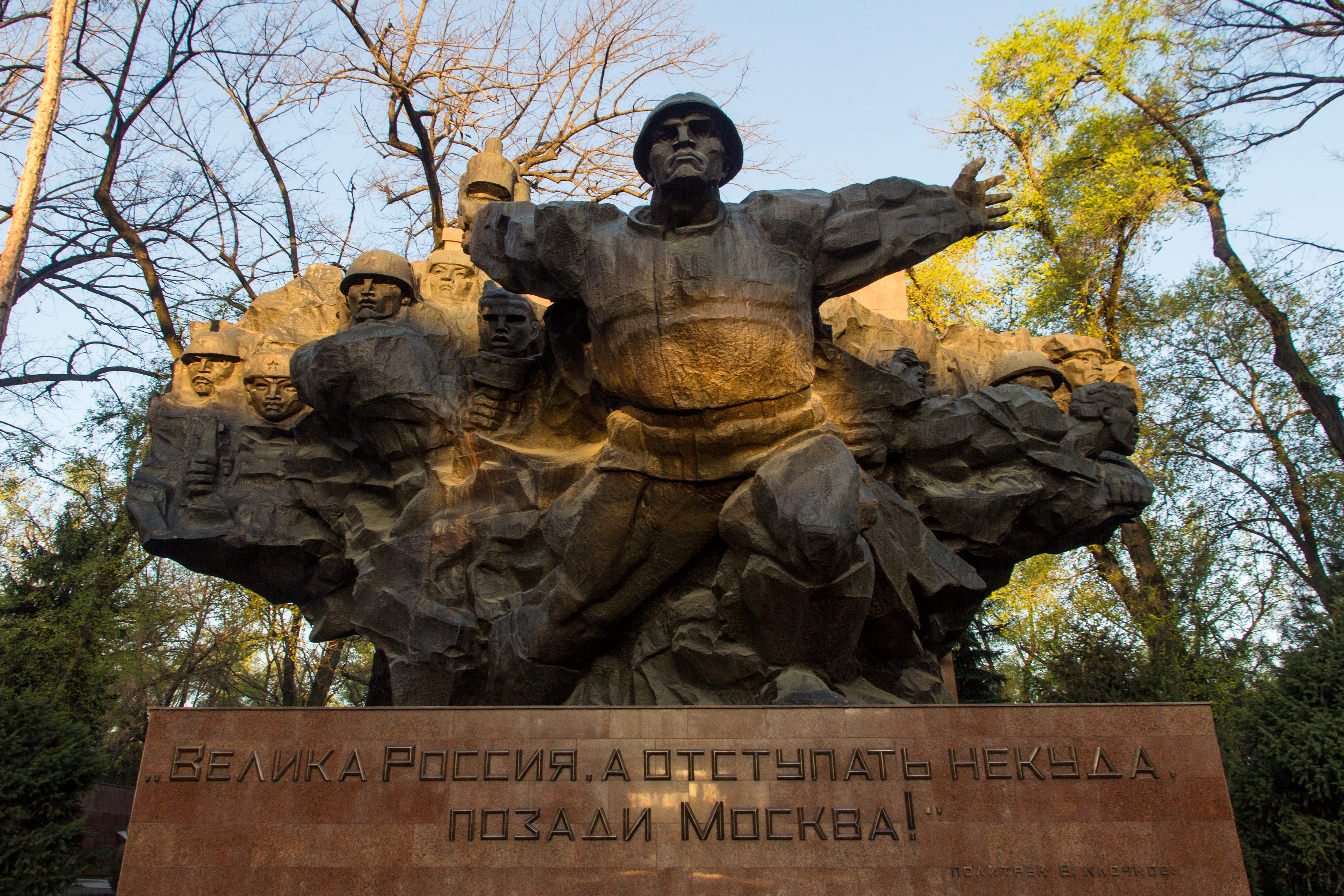
Центральная часть Мемориала Славы в парке имени 28 гвардейцев-панфиловцев, Алма-Ата

«Велика Россия, а отступать некуда — позади Москва!» (также «Москва за нами!») — крылатая фраза, сформировавшаяся в 1941—1942 году в период Обороны Москвы в Великой Отечественной войне. Приписывается политруку Красной армии Василию Клочкову, и считается произнесённой во время боя у разъезда Дубосеково 16 ноября 1941 года:65-66, в меньшей степени политруку по фамилии Деев:193. По мнению историков, фраза была придумана фронтовым корреспондентом газеты «Красная звезда» А. Ю. Кривицким, написавшим статью об этом событии:.

## Лингвистический анализ
В настоящее время данная цитата считается легко узнаваемой. Созданный на базе ее парафраз должен реализовывать одну из валентностей глагола «отступать», как несовершенная форма «отступить», то есть отойти под напором наступающего неприятеля.

## В образовании
Фраза приведена в учебнике А. А. Данилова по истории России для 9 класса, в котором подробно описан подвиг 28 панфиловцев:323.